# Émile Decotty
Émile Eugène Decottignies dit Émile Decotty est un accordéoniste, chef d'orchestre et compositeur français né à Paris 14e le 14 septembre 1919 et mort à Saint-Denis le 1er septembre 2006.